# Eduardo Matos Moctezuma
Eduardo Matos Moctezuma (Ciudad de México, 11 de diciembre de 1940) es un arqueólogo y antropólogo mexicano. Fue el fundador y director de 1978 a 1982 del Proyecto Templo Mayor, serie de excavaciones y estudios del axis mundi (eje del mundo) de la ciudad de Tenochtitlan, antigua capital de los mexicas.

## Trayectoria

### Estudios y docencia
Realizó estudios en arqueología en la Escuela Nacional de Antropología e Historia del Instituto Nacional de Antropología e Historia en la Ciudad de México y obtuvo una maestría en Ciencias Antropológicas con especialidad en arqueología por la Universidad Nacional Autónoma de México. Es doctor honoris causa por la UNAM, título otorgado en 2017.
Ha impartido clases y seminarios en su alma mater: Instituto Nacional de Antropología e Historia, en la Universidad Iberoamericana, en la École des Hautes Études en Sciences Sociales en París, en la University of Colorado en Boulder, en el Centro de Investigación y Docencia en Humanidades del Estado de Morelos, en la Universidad Complutense en Madrid y en la Universidad Michoacana de San Nicolás de Hidalgo en Morelia.

### Proyectos y cargos
A lo largo de su carrera ha dirigido excavaciones de suma importancia en sitios arqueológicos del centro de México, como Tula y Teotihuacán, y colaborado en proyectos en sitios mayas y olmecas como Bonampak, Malpaso y Comalcalco. El Proyecto Templo Mayor, que él inició en 1978, fue uno de los mayores proyectos arqueológicos mexicanos del siglo XX, no sólo por su gran importancia histórica como sede del imperio mexica, sino por tener una mejor comprensión del periodo posclásico tardío mesoamericano en el que los mismos tuvieron un protagonismo fundamental. Dentro de las excavaciones realizadas en las tres primeras temporadas (1978-1982, 1987, 1989), se descubrieron monolitos, pinturas murales y ricas ofrendas en el recinto sagrado de Tenochtitlan que han ayudado a lograr una mejor comprensión de la ideología y la religión mexicas. A partir de 1991, el proyecto fundado por el profesor Matos es dirigido por su discípulo Leonardo López Luján, quien ha encabezado el equipo de investigación desde la cuarta temporada. 
Entre otros cargos importantes, Matos Moctezuma fue director de la Escuela Nacional de Antropología e Historia de 1971 a 1973. Fue secretario general de la Sociedad Mexicana de Antropología de 1971 a 1976, ejerciendo también el cargo de presidente del Consejo de Arqueología. Fue director general del Centro de Investigaciones y Estudios Superiores en Antropología Social (CIESAS) de 1983 a 1986. Fue director del Museo Nacional de Antropología de 1986 a 1987. Fue director fundador de 1987 a 2000 del Museo del Templo Mayor. En 1991 estableció el Programa de Arqueología Urbana, cuyo objetivo es investigar y realizar excavaciones en diversos puntos del centro histórico de la Ciudad de México, en el área adyacente al sitio arqueológico del Templo Mayor. Fue director del Proyecto Especial Teotihuacán de 1992 a 1994, con importantes exploraciones en la Pirámide del Sol y La Ventilla, así como con la construcción del Museo de la Cultura Teotihuacana.

## Premios y reconocimientos
En 1998 fue nombrado miembro de la Academia Mexicana de la Historia, ocupa el sillón número 14. Es miembro de El Colegio Nacional, su discurso de ingreso Tríptico del pasado lo pronunció el 24 de junio de 1993. Es miembro del Consejo Consultivo de Ciencias de la Presidencia de la República de México en el área de Ciencias Sociales, Filosofía e Historia
El profesor Matos Moctezuma ha obtenido diversos reconocimientos tanto en México como en el extranjero, entre ellos la Medalla "Henry B. Nicholson" por el Archivo Mesoamericano y el Museo Peabody de la Universidad de Harvard en 2002, la Medalla "Benito Juárez" otorgada por la Sociedad Mexicana de Geografía y Estadística, Chevalier dans l'Ordre des Palmes Académiques en 1981, Chevalier de l'Ordre National du Mérite en 1982 otorgados por el Departamento de Arte y Letras del Gobierno de Francia, la Orden de Andrés Bello en grado de Corbata de Segunda Clase del gobierno de Venezuela en 1988, Doctor of Sciences Honoris Causa por la Universidad de Colorado en 1989, es Socium ab Epistolis (Socio Corresponsal) del Institutum Archaeologicum Germanicum (Instituto Arqueológico Alemán), y el Premio Nacional de Ciencias y Artes en el área de Historia, Ciencias Sociales y Filosofía por el Gobierno Federal de México en 2007.
El 26 de junio de 2014 fue elegido como miembro de número de la Academia Mexicana de la Lengua para ocupar la silla XV. Fue propuesto por Miguel León-Portilla, Concepción Company Company y Fernando Serrano Migallón. Tomó posesión de su cargo el 15 de mayo de 2015 con el discurso “El decir de las piedras”, el cual leyó en la Sala Mexica del Museo Nacional de Antropología y fue respondido por Miguel León-Portilla.
En 2017, recibió el Premio Crónica en la categoría de Cultura, otorgado por el Comité Editorial del Grupo Crónica. En diciembre de 2018 fue galardonado con el reconocimiento "Una vida entregada al pasado de México" en la Feria Internacional del Libro (FIL) de Guadalajara, por sus más de 500 investigaciones.
En 2006, Leonardo López Luján, Davíd Carrasco y Lourdes Cué publicaron el libro Arqueología e historia del Centro de México. Homenaje a Eduardo Matos Moctezuma (México: INAH) y, en 2019, el mismo Leonardo López Luján y Ximena Chávez Balderas dieron a conocer el libro en dos volúmenes Al pie del Templo Mayor de Tenochtitlan. Estudios en honor de Eduardo Matos Moctezuma (México: El Colegio Nacional). Con estas dos obras colectivas, sus colegas y alumnos celebraron la prolífica carrera del arqueólogo mexicano.
El 18 de mayo de 2022, fue anunciado que ganó el Premio Princesa de Asturias de Ciencias Sociales de España.

## Publicaciones

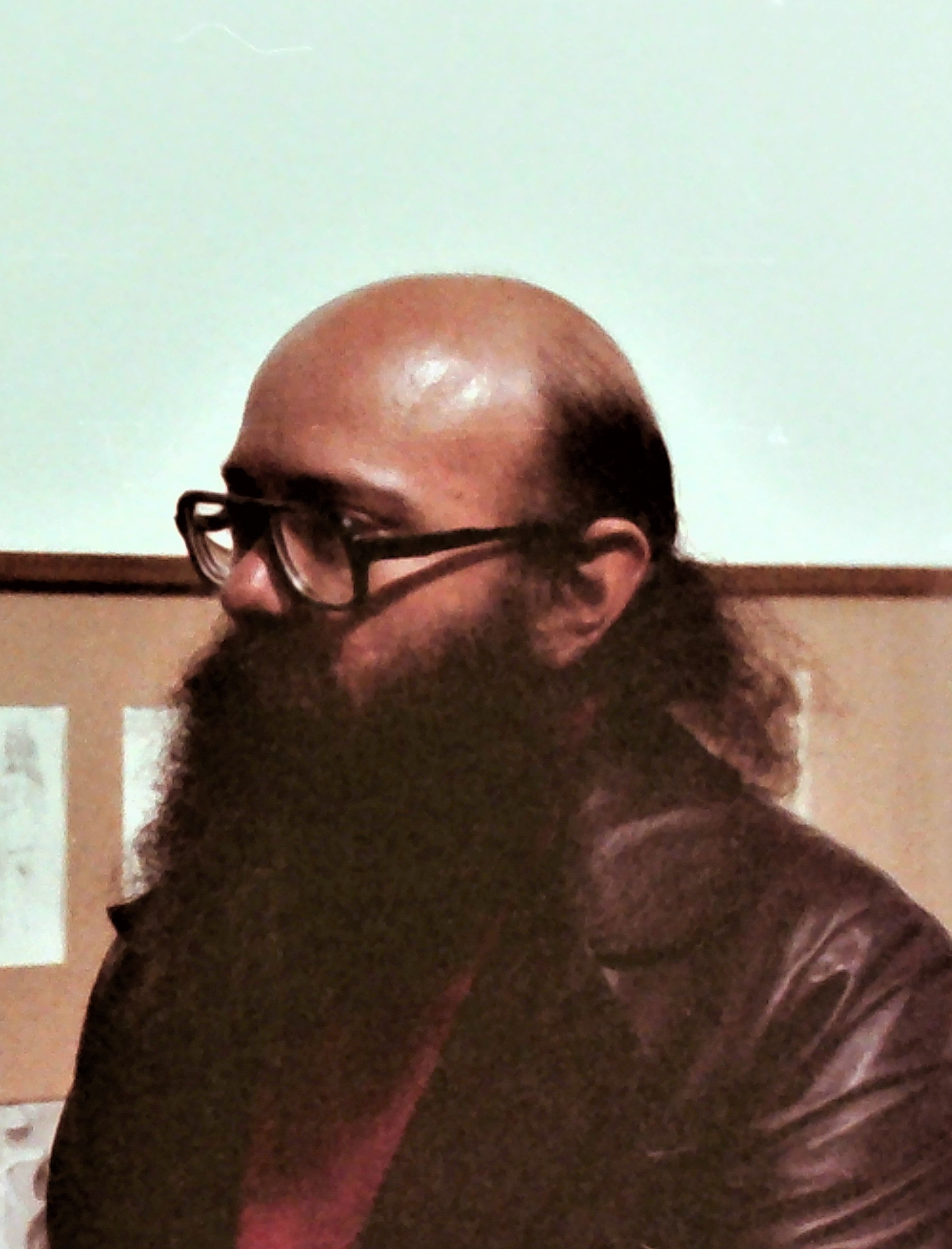
Eduardo Matos Moctezuma, Centro Histórico de la Ciudad de México, 1984.

Durante su carrera ha publicado unos 500 trabajos de investigación y de divulgación. Sus obras incluyen reportes arqueológicos, trabajos de interpretación, estudios sobre la historia de la arqueología, catálogos, artículos, capítulos, notas y folletos. Además ha sido director de importantes departamentos asociados al Instituto Nacional de Antropología e Historia (INAH). Ha logrado como pocos comprender la cosmovisión mexica a través de sus trabajos de campo, exposiciones y publicaciones.
- Muerte a filo de obsidiana (1975)
- El Templo Mayor de los aztecas (1988)
- Vida y muerte en el Templo Mayor (1995)
- Muerte al filo de obsidiana: Los nahuas frente a la muerte (cuarta edición). Fondo de cultura económica. 1996.
- Excavaciones en la catedral y el sagrario metropolitanos: programa de arqueología urbana, edición (1999) Instituto Nacional de Antropología e Historia
- Estudios mexicas (1999-2005) 5 volúmenes, El Colegio Nacional
- El calendario azteca y otros monumentos solares (2005) en colaboración con Felipe Solís.
- Aztecas (2002) edición con Felipe Solís para Royal Academy of Arts de Londres.
- Tenochtitlan (2006)
- Escultura monumental mexica (2009) en colaboración con Leonardo López Luján, Fondo de Cultura Económica.
- La muerte entre los mexicas (2010) Tusquets Editores México.
- Los animales y el recinto sagrado de Tenochtitlan (2022) editado en colaboración con Leonardo López Luján, Harvard University y El Colegio Nacional.
- Arqueología mexicana: orígenes y proyecciones (2024) en colaboración con Leonardo López Luján, El Colegio Nacional.